# Schizomitrium bernoullii
Schizomitrium bernoullii là một loài Rêu trong họ Hookeriaceae. Loài này được (Hampe) F.D. Bowers mô tả khoa học đầu tiên năm 1985.